# Oritoniscus ribauti
Oritoniscus ribauti là một loài chân đều trong họ Trichoniscidae. Loài này được Vandel miêu tả khoa học năm 1933.